# Marcial (football)
Marcial Manuel Pina Morales, plus connu comme Marcial, né le 23 août 1946 à Bárzana (Asturies, Espagne), est un footballeur international espagnol qui jouait au poste de milieu de terrain.

## Biographie

### Clubs
Marcial Pina débute en première division en 1964 à l'âge de 18 ans avec Elche CF. En 1966, il est recruté par le RCD Espanyol alors que des clubs comme l'Inter de Milan, le Real Madrid et le FC Barcelone était aussi intéressé. Il débute en parallèle avec l'équipe d'Espagne.
En 1969, après la relégation de l'Espanyol, Marcial est recruté par le FC Barcelone où il joue pendant huit saisons. Avec le Barça, il joue un total de 357 matchs et marque 84 buts. Lors de la saison 1973-1974, il est le deuxième meilleur buteur du championnat avec 17 buts, derrière Quini avec 20 buts.
En 1977, il est écarté de Barcelone en raison d'une sortie nocturne avec Carles Rexach. Il est recruté par l'Atlético de Madrid où il met un terme à sa carrière en 1980.
Il détient le record d'être le seul joueur à avoir marqué contre le Real Madrid avec quatre équipes différentes. Il est aussi le seul joueur à avoir marqué lors du même match deux buts sur coup franc direct avec des pieds différents[réf. nécessaire].

### Équipe nationale
Marcial Pina joue 15 matchs avec l'équipe d'Espagne. 
Il débute le 23 octobre 1966 face à l'Irlande (0 à 0). Il joue son dernier match le 12 octobre 1975 contre le Danemark.

## Palmarès
Avec le FC Barcelone :
- Champion d'Espagne en 1974
- Vainqueur de la Coupe d'Espagne en 1971
- Vainqueur de la Coupe des villes de foires  en 1971